# 賴甘傑烏帕齊拉
賴甘傑乌帕齐拉是孟加拉国錫拉傑甘傑縣的一个乌帕齐拉，位於拉傑沙希专区的錫拉傑甘傑縣。。

## 人口
據1991年孟加拉國人口普查，賴甘傑共有戶數41,862戶，人口225028人。其中男性佔比50.91%，女性佔比49.09%；成年人口112,175人。該地7歲以上人口之平均識字率為21.8%。